# Pomnik Wilhelma I w Gdańsku
Pomnik Wilhelma I w Gdańsku (niem. Kaiser-Wilhelm-Denkmal) – pomnik pierwszego cesarza zjednoczonych Niemiec, Wilhelma I Hohenzollerna. Znajdował się do 1945 na placu przed Bramą Wyżynną, na obecnej ul. Wały Jagiellońskie w Gdańsku.

## Historia
Po śmierci Wilhelma I (ur. 1797, zm. 1888) w Niemczech otaczano go państwowym kultem i stawiano mu liczne pomniki.

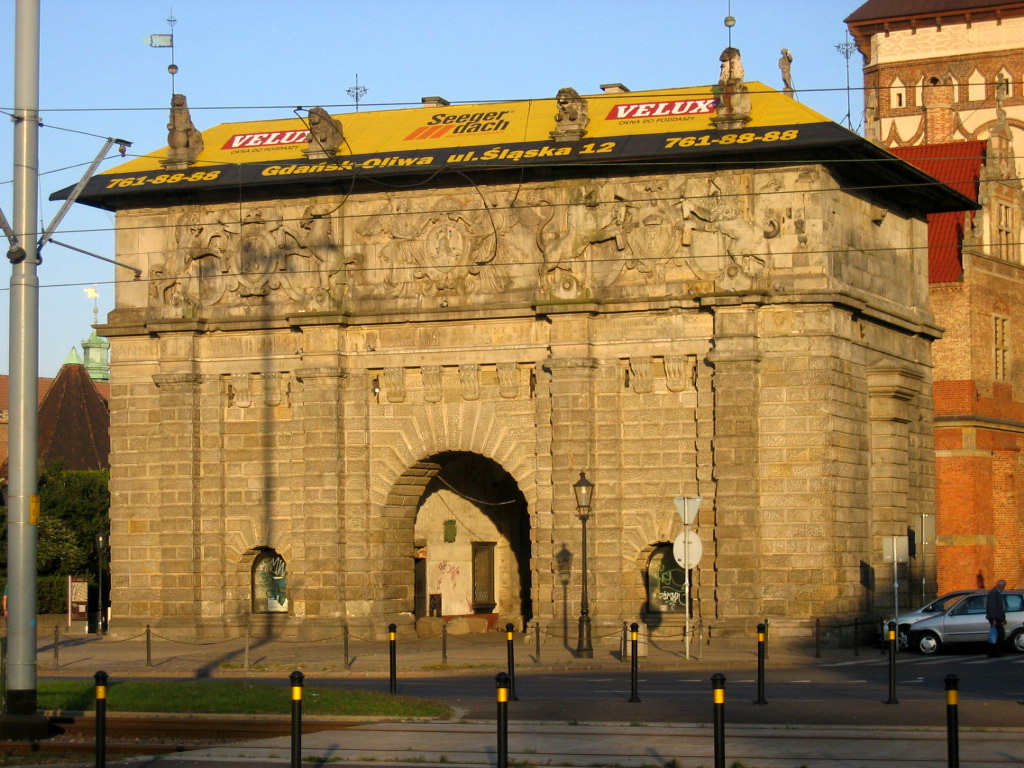
Brama Wyżynna w 2006. Pomnik stał w przybliżeniu tam, gdzie szary słup trakcyjny po lewej

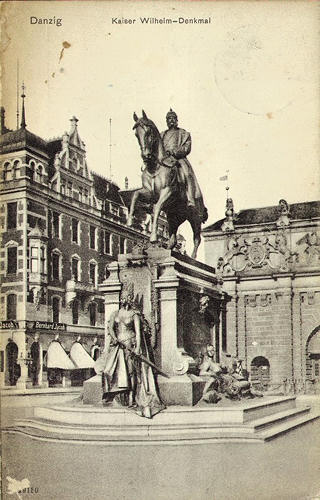
Pomnik, przy froncie cokołu figura Borussii, po lewej nieistniejący hotel Danzigerhof, po prawej Brama Wyżynna

Pomnik zbudowano w miejscu dawnej fosy (Opływu Motławy), dlatego posiadał fundament sięgający ok. 14 metrów w głąb ziemi. Uroczyste odsłonięcie odbyło się 1 września 1903 w obecności cesarza Wilhelma II, wnuka Wilhelma I. Autorem elementów rzeźbiarskich był profesor sztuki Eugen Brömel z Królewca. Pomnik miał formę wysokiego cokołu z fińskiego granitu, na którym osadzono brązowa postać cesarza na koniu, w polowym mundurze i charakterystycznym hełmie (pikielhauba) na głowie.
U stóp cokołu znalazły się trzy alegoryczne postacie: Borussia – personifikacja Prus (dziewczyna z długim warkoczem i mieczem w dłoni), Vistula – personifikacja rzeki Wisły oraz Ägir – germański bóg morza. Ponad Vistulą umieszczono relief z zamkiem w Malborku i barką na Nogacie, natomiast nad Ägirem okręty wojenne.
Skwer z pomnikiem był popularnym wśród gdańszczan miejscem spotkań. Ponieważ koń miał zadarty ogon, na spotkania umawiano się „unter’m Schwanz” („pod ogonem”). Odbywały się tu także manifestacje oraz demonstracje, m.in. przeciwko postanowieniom traktatu wersalskiego, odłączającego Gdańsk od Rzeszy Niemieckiej. W 1944 urządzono pod pomnikiem manifestację z okazji nieudanego zamachu na Adolfa Hitlera. W 1944 na cokole nie było już postaci Borussii ani zwieńczonej cesarską koroną tablicy z inskrypcją – być może oddano je na przetopienie.
W marcu 1945 pomnik został zniszczony przez sowieckich żołnierzy, którzy przy pomocy liny ciągniętej przez czołg zrzucili figurę Wilhelma I z cokołu. Przez jakiś czas leżała ona w prowizorycznym zbiorniku przeciwpożarowym na Targu Węglowym, potem zaginęła (przypuszczalnie przetopiono ją). Uszkodzony pociskami cokół po pewnym czasie również zniknął.